# Dangelsdorf (Görzke)
Dangelsdorf ist ein Ortsteil der Gemeinde Görzke im Landkreis Potsdam-Mittelmark in Brandenburg.

## Geographische Lage
Dangelsdorf liegt östlich des Gemeindezentrums. Im Norden liegt Dahlen, ein Ortsteil der Gemeinde Gräben. Es folgen im Uhrzeigersinn Werbig (zu Bad Belzig) sowie die beiden Ortsteile Benken und Schlamau der Gemeinde Wiesenburg/Mark, gefolgt vom Görzker Ortsteil Börnecke. Der Großteil der Gemarkung ist bewaldet oder wird landwirtschaftlich genutzt.

## Geschichte
Der Ort wurde im 16. Jahrhundert als Vorwerk für eines der drei Görzker Rittergüter angelegt. Bis in das 20. Jahrhundert betrieben Bauern eine Schäferei, die in der Zeit der DDR in einen VEB überführt wurde.

## Sehenswürdigkeiten und Kultur, Verkehr
- Rund 1,5 km nördlich liegt die Wüstung Dangelsdorf mit der Ruine einer Feldsteinkirche.
- Der Ort ist Sitz der Buddhistischen Gruppe Fläming.
- Die Landstraße 95 führt in West-Ost-Richtung als wesentliche Verbindung durch den Ort. In südlicher Richtung existiert mit dem Benkener Weg eine Verbindung nach Börnecke. Die Buslinie 593 des VBB verbindet den Ort mit Görzke und Bad Belzig.